# Ludwig Foglár
Ludwig Stephan Foglár (* 24. Dezember 1819 in Wien; † 15. August 1889 in Kammer, Attersee) war ein österreichischer Jurist und Schriftsteller. (teilweise benutzte er das Pseudonym Leberecht Flott)
Foglár war der Sohn eines k. u. k. Hofbeamten und der ältere Bruder des Schriftstellers Adolf Foglár.
Nach dem Erreichen der Matura immatrikulierte sich Foglár an der Universität Wien für die Fächer Philosophie, Musik und moderne Sprachen.
Nach dem erfolgreichen Abschluss seines Studiums wurde Foglár Beamter der Österreichischen ersten Donaudampfschifffahrtsgesellschaft.
Als solcher heiratete er ein Jahr später, 1843, eine Nichte des Regierungsrats Schulz von Straßnitzky. Mit seiner Ehefrau lebte Foglár fünf Jahre in Pest (1845–1850) und anschließend 15 Jahre in Wien. Hier starb 1865 seine Ehefrau.
Durch seine Stellung bedingt, bereiste Foglár fast ganz Europa. Die Eindrücke seiner Reisen verarbeitete er feuilletonistisch und essayistisch in den verschiedensten Zeitungen und Zeitschriften. 1857 ernannte die Universität Gießen Ludwig Foglár zum Dr. phil h.c.
Mit 51 Jahren heiratete er 1870 eine Tochter des Dichters Ludwig von Deinhardstein. Am 15. August 1889 starb Ludwig Stephan Foglár im Alter von 70 Jahren in Kammer am Attersee.

## Werke
- Cypressen. Gedichte. Hirschfeld, Wien 1841.
- Donau-Sagen vom Ursprung bis zur Mündung des Stromes. Ein poetisches Pilgerbuch. Zamarski & Dittmarsch, Wien 1860.
- Freiheitsbrevier. Gedichte. Heckenast, Pest 1848.
- Die Märtyrer der Phantasie. Novellen. Weichelt, Wien 1888. (Deutsch-Österreichische Nationalbibliothek; 62)[1]
- Sankt Velociped. Satire. s.n., 1869.
- Strahlen und Schatten. Gedichte. s.n., Leipzig 1846.
- Ein Stück Leben. Gedichte. s.n., 1847.
- Verworfene Schauspiele. Heckenast, Pest 1847.

### Lieder mit Texten von Ludwig Foglár
- Seeliederaus Ludwig Foglar's Gedichten; 71tes Werk – Musik von Anton Hackel, Text von Ludwig Foglar; Haslinger, Wien [ca. 1841], – Partitur;
- Berglied Gedicht von Ludwig Foglar; 74tes Werk – Musik von Anton Hackel, Text von Ludwig Foglar, Haslinger; Wien [ca. 1841], – Partitur;
- Was willst du mehr Gedicht von Ludwig Foglar; op. 84 – Musik von Anton Hackel, Text von Ludwig Foglar; Witzendorf, Wien, [ca. 1845], – Partitur;
- Zwei Lieder: für eine Tenorstimme mit Begleitung des Pianoforte: Op. 113 / No. 1, Ruderschlag : Gedicht von Ludwig Foglár. – Musik von Anton Berlijn, Text von Ludwig Foglár, Peters, Leipzig, [ca. 1859], – Partitur;
- Zwei Lieder. Für eine Tenorstimme mit Begleitung des Pianoforte – Musik von Anton Berlijn, Text von Ludwig Foglár; Peters, Leipzig, [ca. 1859], – Partitur;
- Ruderschlag: Op. 113 No. 1 – Musik von Anton Berlijn, Text von Ludwig Foglár; Peters, Leipzig, [1859?], – Partitur;
- Cypressen: Fünf charakteristische Gesänge mit Begleitung des Pianoforte: Herangedämmert kam der Abend, Die Perle, Die Schwalben, Im Traum sah ich das Lieben, Ich sank verweint in sanften Schlummer – Musik von Władysław Tarnowski, Text von Ludwig Foglar; A. Bösendorfer, Wiedeń, 1870, – Partitur;
- Zwei Gesänge mit Begleitung des Pianoforte: Du Buch mit sieben Siegeln, Ob du nun ruhst – Musik von Władysław Tarnowski, Text von Ludwig Foglar; V. Kratochwill, Wien, 1870. – Partitur;
- Was willst Du mehr: für eine Singstimme mit Begleitung des Pianoforte: op. 84 – Musik von Anton Hackel, Text von Ludwig Foglar; Witzendorf, Wien, [1880], – Partitur;
- Drei Lieder von Ludw. Foglar für Tenor mit Begleitung des Pianoforte; 110tes Werk – Musik von Carl Haslinger, Text von Ludwig Foglar, Haslinger, Wien – Partitur;
- Polka-Mazur champetre: für Choroder Quartett & 2 Hörner – Musik von Johann Strauss, Text von Ludwig Stephan Foglar; Hans Pizka Edition, Kirchheim, 1985, – Partitur.[2]